# Mimers Källa
För vishetens brunn i nordisk mytologi, se Mimers brunn.
Mimers Källa är en tidning/tidskrift som ges ut av Samfundet Forn Sed Sverige (tidigare Sveriges Asatrosamfund).
Tidningen grundades 1996 och är en medlemstidning som ges ut med cirka tre nummer per år. Tidningen innehåller information om Samfundet Forn Sed Sveriges verksamhet, reportage och artiklar som berör modern asatro och fornnordisk historia, samt recensioner av aktuella böcker och filmer. Äldre nummer av tidningen kan läsas som pdf-filer på samfundets webbplats.